# Los Parecidos
Los Parecidos es un largometraje de ciencia ficción estrenado en 2015, escrito y dirigido por Isaac Ezban. La trama gira en torno a un grupo de personas atrapadas en una central de autobuses en la madrugada del 2 de octubre de 1968, que por distintos motivos personales, buscan llegar a la Ciudad de México. Durante su estancia en la estación, comienzan a ser víctimas de un extraño suceso. Fue lanzada comercialmente en México en 2016.

## Historia
Durante la madrugada del 2 de octubre de 1968, una tormenta mantiene a Ulises dentro de una estación de autobuses, su esposa está dando a luz en la Ciudad de México y todas las rutas están retrasadas debido a la tormenta. Mientras tanto, la radio de Martin, uno de los empleados de la estación, continúa informando peores y peores noticias sobre fenómenos fuera de la estación. Las líneas telefónicas son inestables, aun así, Ulises trata de hablar con su esposa, quien ya ha entrado en labor, pero la llamada se corta. Es entonces cuando Irene llega a la estación, una mujer también embarazada y que tras la negativa de Martin para conseguirle un autobús, es asistida por Ulises, tras un intercambio, ambos acuerdan compartir un taxi para llegar a la ciudad. Ulises trata de invitar a una señora indígena, Roberta, que también se encuentra esperando en la estación, pero está responde con miedo y en una lengua que Ulises no entiende, así que este la deja sola. 
Entonces Irene decide ir al sanitario, cuando llega, es sorprendida por Rosa, otra empleada del lugar, esta le insiste cada vez más agresiva a Irene que no puede dejar la estación, durante el altercado, Rosa comienza a tener un ataque, que parece ser epiléptico. Ulises llega a asistirla y tras él, otro muchacho, un estudiante llamado Álvaro, quién informa que ha llegado en un taxi con otra mujer, Gertrudis, y su hijo, Ignacio. De vuelta en la sala de espera de la estación, Martin sale de su caseta con el rostro cubierto de vendajes y armado con un rifle, amenazando a Ulises Y culpándolo de ser el diablo. Ulises logra quitarle el arma y someterlo. De pronto, Roberta empieza a sufrir un ataque igual que el de Rosa, en la conmoción, Ignacio comienza a exaltarse y para controlarlo, su madre le administra un antipsicótico a través de una inyección, lo que preocupa a Álvaro.
Después de un argumento sobre quiénes son Gertrudis y su hijo, Martin, ahora atado, comienza a pedir a gritos que le remuevan los vendajes, al hacerlo, se revela que su rostro ha tomado las facciones del de Ulises, y ahora el rostro de Roberta también está cambiando para parecerse al de Ulises. Pero este se muestra confundido y no sabe qué es lo que el resto está viendo. Ante la sorpresa, Álvaro forcejea con Ulises y logra arrebatarle el rifle, acusándolo de trabajar para el gobierno. Ahora Irene también está transformándose y Álvaro piensa que esto es algo contagioso, por lo que intenta escapar de la estación, pero las puertas están cerradas, y para sorpresa de todos, también están blindadas.
Martin urge a Álvaro e Irene a revisar su oficina, en ella encuentran que toda fotografía, poster o estatua tienen el rostro de Ulises. Mientras hacen esto, el resto del grupo, a excepción de Ulises, va a ver a Rosa, que descubren se ha suicidado; mientras Martin la llora, Ignacio aprovecha la oportunidad para encerrarlos en el cuarto en que se encuentran. Entonces Ignacio va a sentarse con Ulises, le cuenta sobre su historieta favorita, donde los alienígenas llegan en forma de gotas de agua y no buscan conquistar la Tierra, sino robarnos algo más importante a los humanos, buscan robar nuestra identidad, nuestra individualidad, una vez hecho esto, nadie sabrá la diferencia y todo volverá a ser igual. Ignacio amenaza a Ulises con deshacerse de los hijos recién nacidos de este, si no mata a quién tenga las llaves de las puertas de la estación.
Eventualmente, todos se reúnen de nuevo en la sala de espera, Ignacio ya ha desatado a Ulises y le ha entregado el rifle nuevamente. Irene explica que el culpable de todo es Ignacio, haciendo que la historieta se vuelva real. Como Ulises decide no matar a Martin, que es quien ahora tiene las llaves, Ignacio le da el rifle a Martin y lo controla para dispararle a Ulises, en sus últimos momentos, Ulises no reconoce el rostro de los demás, y al verse en un espejo se asusta porque el rostro que ve en el reflejo, tampoco es el suyo. Al revisar su cartera, encuentran una foto de él, pero no es el mismo rostro con el que lo conocieron, por lo que debió haber sido el primero en transformarse. De pronto, Irene comienza a dar a luz, nace un pequeño bebé con la misma cara que el resto, tras lo cual Irene muere.
Finalmente, un auto controlado por Ignacio atraviesa las puertas de la estación y arrolla a Martin, cuando Álvaro se acerca a revisar, Ignacio lo transporta dentro del auto y lo amarra con cuerdas. Seguido de esto, Ignacio se desmaya, con lo cual, Roberta revela que él sí hizo contacto con otros seres y que ya no hay nada que hacer. Tiempo después, la policía llega y toma a Álvaro como el culpable de todas las muertes. Gertrudis e Ignacio se dirigen a Tlatelolco y solo este último recuerda lo sucedido, tal como en su historieta.

## Producción
El director se ha visto influenciado por figuras como Rod Sterling, Alfred Hitchcock, Richard H.G. Wells, Stephen King, George Romero and Terry Williams, para impulsar una narrativa y metraje que recuerdan las películas Sci-Fi de los 60.
La cinematografía integra colores desvaídos, iluminación oscura y sutil, además de filtros y ángulos peculiares, que, a la par de la excelente recreación de vestuario y escenarios, permiten trasmitirle a la audiencia un aura nostálgica de película de antaño. Otro aspecto que resaltar son los efectos especiales que recuperan métodos tradicionales para la caracterización de las escenas gore sin recurrir al uso de CGI.
[...] en Los parecidos Ezban quiso hablar sobre la identidad. la cual define como “eso que nos hace diferentes, que algunas personas tienen más enterrado que otras. Pero todos tenemos algo muy íntimo, algo que no compartimos con el mundo. Y es también lo que más podríamos tener miedo a perder, como es el caso de Los parecidos”.
El simbolismo de la película reside en la generalización de las personas, que en palabras de Ezban “[…]es una crítica acerca de querer que todos seamos iguales, que sigamos las mismas modas, los mismos gustos […]”.
El objetivo con los personajes era crear una especie de microcosmos de la sociedad mexicana, dentro de la estación de autobuses donde se desarrolla la película.

## Rodaje
La película se filmó durante cinco semanas en los Estudios Churubusco de la Ciudad de México en 2014. Fue la primera en México en grabarse con una cámara Red Epic Dragon 5K, la de más alta definición en el país en ese momento.

## Reparto
- Gustavo Sánchez Parra como Ulises
- Cassandra Clangherotti como Irene
- Fernando Becerril como Martin
- Humberto Busto como Álvaro
- Carmen Beato como Gertrudis
- Santiago Torres como Ignacio
- Maria Elena Olivares como Roberta
- Catalina Salas como Rosa

## Estreno
La película tuvo su premiere mundial en septiembre de 2015, en el Fantastic Fest (USA), posteriormente fue lanzada comercialmente en Méxcio el 14 de octubre de 2016.

## Premios Recibidos
- 2015 - Sitges: Festival de Cinema Fantastic de Catalunya – Best Latinamerican Feature Film (Blood Window Award)
- 2015 - Morbido Film Fest – Press Award for Best Latinamerican Feature Film
- 2015 - Buffalo Dreams Fantastic Film Festival – Rod Serling Wordsmith Award (Special Honorary Award) to director Isaac Ezban
- 2015 - Buffalo Dreams Fantastic Film Festival – Best of Fest (Best Festival Feature)
- 2015 - Buffalo Dreams Fantastic Film Festival – Best Science Fiction Film
- 2015 - Buffalo Dreams Fantastic Film Festival – Best Director
- 2016 - WINTER FILM AWARDS - BEST DIRECTOR (ISAAC EZBAN)